# Chachaura-Binaganj
Chachaura-Binaganj es una localidad de la India situada en el distrito de Guna, en el estado de Madhya Pradesh. Según el censo de 2011, tiene una población de 21 860 habitantes.